# Fusil Tipo 99
El Tipo 99 (九九式小銃 o 九九式長小銃;　Kyuukyuu-shiki syoujyuu o Kyuukyuu-shiki tyousyoujyuu, en japonés) era un fusil de cerrojo de la serie de fusiles Arisaka, empleado por el Ejército Imperial Japonés durante la Segunda Guerra Mundial.

## Historia
Durante la segunda guerra sino-japonesa, los japoneses pronto descubrieron que el cartucho 7,92 x 57 que empleaban los chinos era superior al 6,5 x 50 Arisaka del Fusil Tipo 38, por lo que tuvieron que desarrollar una nueva arma para reemplazar al viejo Tipo 38.
Una de las desventajas del Tipo 38 era que la bala de pequeño calibre que disparaba (6,5 mm) no era considerada lo suficientemente efectiva como bala antimaterial. El Ejército Imperial Japonés desarrolló el Tipo 99 en base al Tipo 38, pero en calibre 7,70 mm. El Tipo 99 fue producido en nueve arsenales distintos. Siete de estos estaban situados en Japón, mientras que los otros dos estaban en Mukden (China) y Jinsen (Corea).
El Ejército Imperial Japonés tenía la intención de reemplazar completamente al Tipo 38 con el Tipo 99 hacia el final de la segunda guerra sino-japonesa, pero el estallido de la guerra del Pacífico imposibilitó a este reemplazar totalmente al Tipo 38 y por lo tanto se emplearon ambos modelos durante la guerra. Los fusiles de finales de la guerra son a veces llamados Última Defensa o Estándar Sustituto debido a su acabado sumamente tosco. Estos son generalmente tan toscos como los fusiles Mauser Kar 98k producidos en 1945.
El Tipo 99 fue producido en cuatro versiones, la versión estándar Fusil Tipo 99 Corto, el Fusil Tipo 99 Largo (una variante de producción limitada), el Fusil Tipo 2 Paracaidista (desmontable en dos secciones) y el Fusil de francotirador Tipo 99. El fusil estándar también tenía un monópode de alambre y un alza antiaérea. El Tipo 99 fue el primer fusil de infantería producido en masa que tenía un cañón con ánima cromada, para facilitar su limpieza y aumentar su durabilidad. Todas estas características fueron descartadas hacia la mitad de la guerra.

### Otros usuarios
Durante la guerra de Corea, aproximadamente 126.500 fusiles Tipo 99 Corto y 6.650 Tipo 99 Largo fueron recalibrados bajo supervisión estadounidense en el Arsenal de Tokio para disparar el cartucho estándar de aquel entonces, el .30-06 Springfield. "Aparentemente" destinados para el Ejército de Corea del Sur, pocos fusiles fueron suministrados al final de la guerra en 1953. Estos fusiles estaban equipados con un depósito alargado y tenían un pequeño entalle cortado sobre la recámara para poder insertar los cartuchos .30-06 Springfield, que eran 8,5 mm más largos. La precisión se redujo drásticamente debido a la diferencia de calibres entre el .30-06 Springfield (7,62 mm) y el 7,7 x 58 Arisaka (7,70 mm), paso del estriado de los cañones y otras características, pero a pesar de todo fueron armas funcionales. Además se hicieron conversiones a .30-06 Springfield y 7,62 x 51 OTAN por parte de civiles, frecuentemente con modificaciones para su empleo como fusiles de cacería.
Después de 1946, la República de China recalibró grandes cantidades de fusiles Tipo 99 para emplear el cartucho 7,92 x 57. Las fuerzas indonesias emplearon una gran cantidad de fusiles Tipo 99 en la lucha contra los holandeses durante la Revolución Nacional Indonesia (1945-1949). El Real Ejército Tailandés recibió varios tipos de fusiles japoneses después de 1945 y a inicios de la década de 1950 recalibró algunos fusiles Tipo 99 Corto para disparar el cartucho .30-06 Springfield.

## Diseño

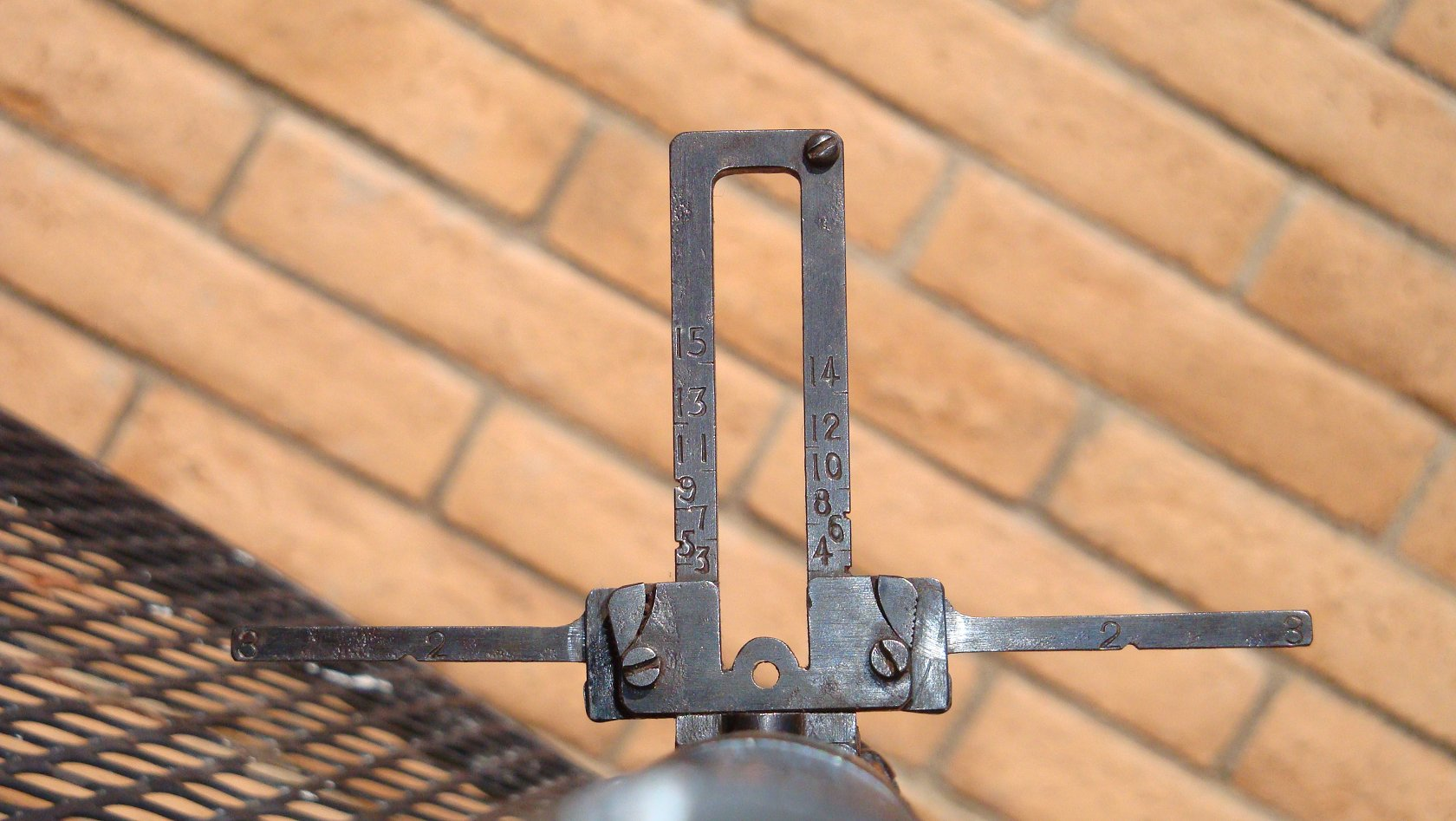
Alza antiaérea de un fusil Tipo 99 desplegada. Las regletas laterales sirven para determinar la velocidad del avión al que se le disparará.

El Tipo 99, al igual que el Springfield 1903, estaba basado en el diseño básico del Mauser alemán, aunque con algunas modificaciones locales. Su cerrojo se amartillaba al cerrarse, lo que mejoraba la cadencia de fuego frente al diseño Mauser que se amartillaba al abrirse. Otra característica singular era su seguro, accionado al apretar con la palma de la mano el gran disco cuadrillado de la parte posterior del cerrojo y darle 1/8 de vuelta en sentido horario, lo cual es frecuentemente confuso para los tiradores occidentales que están acostumbrados al seguro Mauser con aleta. Tenía un cerrojo de extracción rápida y un alza antiaérea, así como una cubierta rotativa para el cerrojo y un monópode. La cubierta del cerrojo era particularmente muy problemática, por lo que muchos soldados simplemente la desechaban debido a su excesivo cascabeleo. Como fusil de cerrojo, el Tipo 99 era un arma muy sólida, pero al igual que todos los fusiles de cerrojo empleados durante la Segunda Guerra Mundial, era sobrepasado en la mayoría de combates a corta distancia por los fusiles semiautomáticos y subfusiles.
El Tipo 99 es uno de los más resistentes fusiles de cerrojo militares alguna vez fabricado, pero varios fusiles fabricados a finales de la guerra ("última defensa") tenían piezas de baja calidad y no tenían acabado alguno, medidas tomadas para facilitar su producción. Los fusiles "última defensa" usualmente se distinguen por su tosquedad; culata poco acabada, cantonera de madera, marcas de maquinaria demasiado evidentes en el metal, mecanismos de puntería rudimentarios y un cerrojo con seguro y manija sin acabados. Tales fusiles de finales de la guerra pueden ser peligrosos de emplear.
En algunos casos, esos fusiles pueden ser fusiles de entrenamiento que solamente pueden disparar cartuchos de fogueo. Los fusiles de entrenamiento estaban hechos de acero dúctil y nunca fueron pensados para disparar balas. Es posible que los reportes de fusiles Tipo 99 que estallaban al disparar simplemente sean obra de soldados que probaban armas capturadas. Sin saber que estaban usando fusiles de entrenamiento, dispararon balas con estos y terminaron dañándolos o siendo heridos. Es posible que esto haya dado pie a erróneamente considerar los fusiles Arisaka (al menos los fusiles "última defensa") como armas de baja calidad. 
La bayoneta del Tipo 99 tenía una hoja muy larga y delgada, con acanaladuras para darle rigidez. Los primeros modelos tenían una guarda en forma de gancho. Estas bayonetas se fijaban en un resalte bajo el cañón y eran estabilizadas mediante un aro que se encajaba alrededor de la boca del cañón. Desmontadas, se empleaban como un machete.

## Variantes
Fusil Tipo 99 Largo
El primer modelo del Tipo 99. Fabricado solamente por el Arsenal de Nagoya y Toyo Kogyo bajo supervisión del Arsenal de Kokura. Solamente se produjeron unos 38.000 fusiles, 8.000 en Nagoya y 30.000 en Toyo Kogyo entre el verano de 1940 y la primavera de 1941, cuando la producción se cambió al más usual Tipo 99 Corto, del cual se produjeron millones. Al igual que los primeros fusiles Tipo 99 Corto, todos estos fusiles tenían un monópode, regletas antiaéreas en el alza y una cubierta protectora en su cerrojo.

## Galería

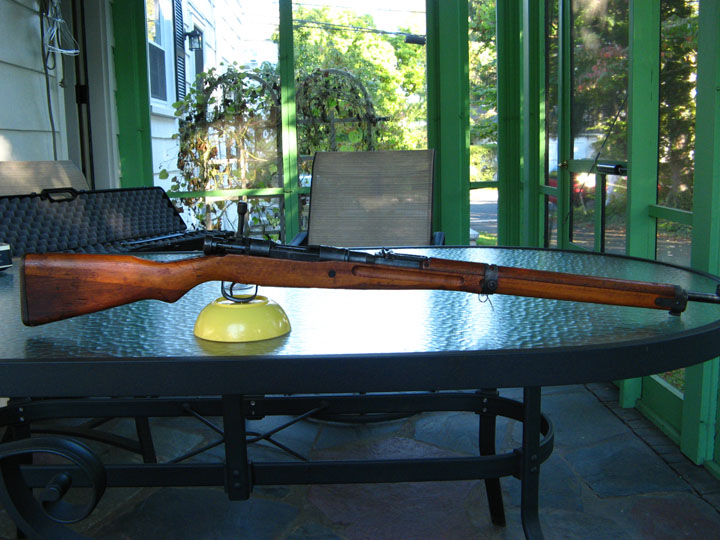
Un fusil Tipo 99 fabricado a finales de la guerra.
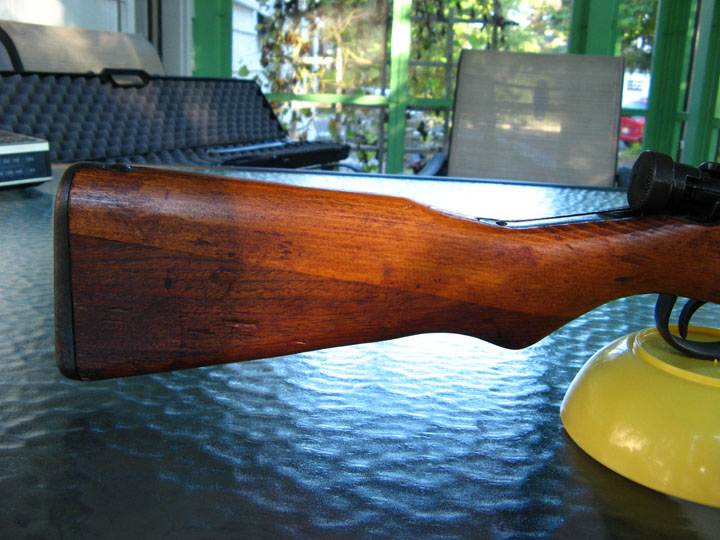
Culata del Tipo 99.
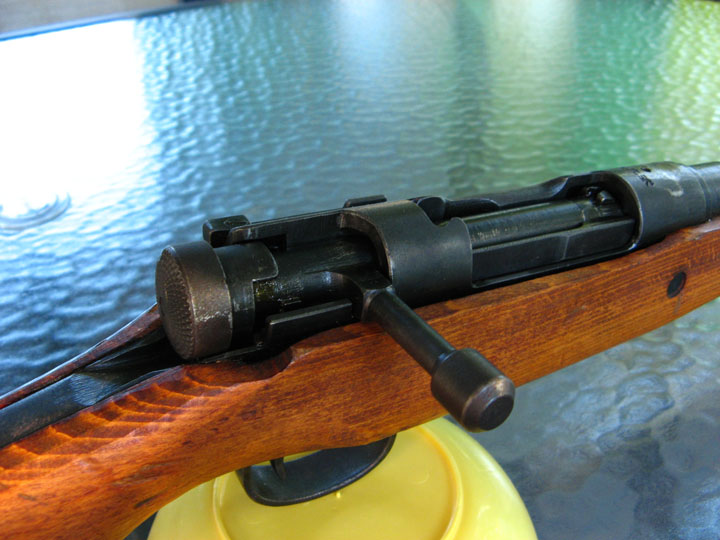
Cerrojo cerrado del Tipo 99.
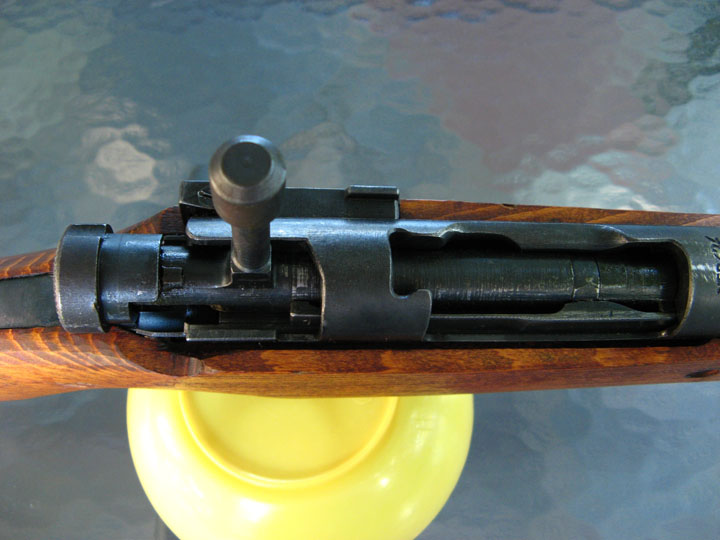
Cerrojo del Tipo 99 listo para abrirse.
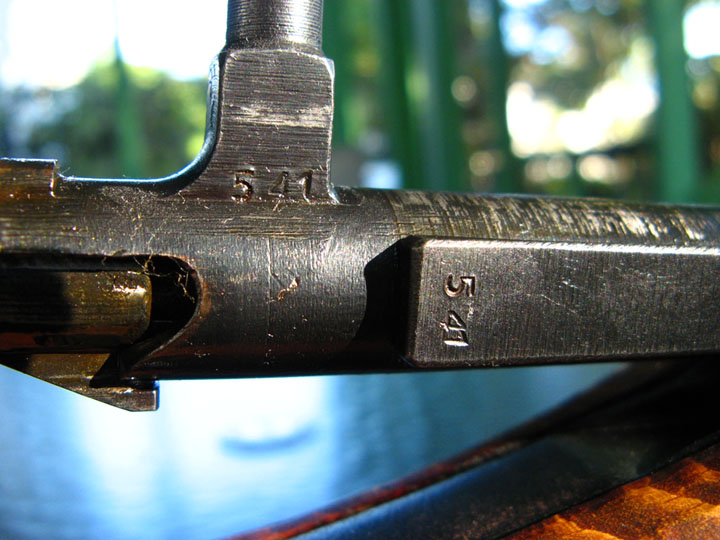
Detalle del cerrojo del Tipo 99.
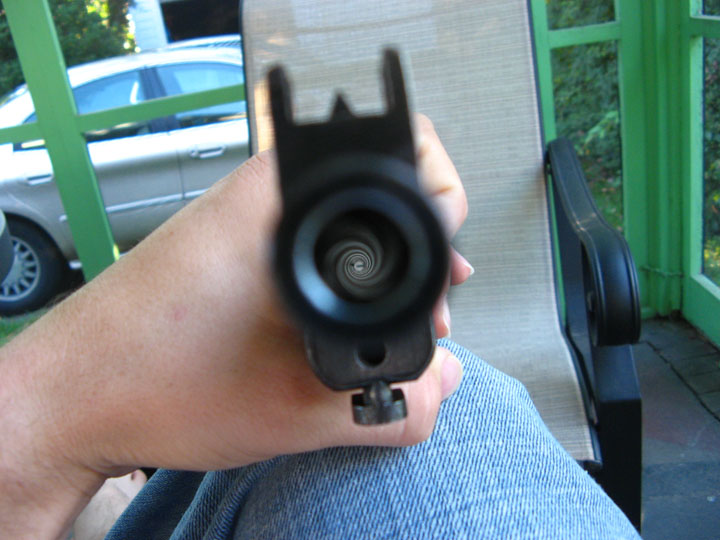
Cañón del Tipo 99, pudiéndose ver el estriado del ánima.
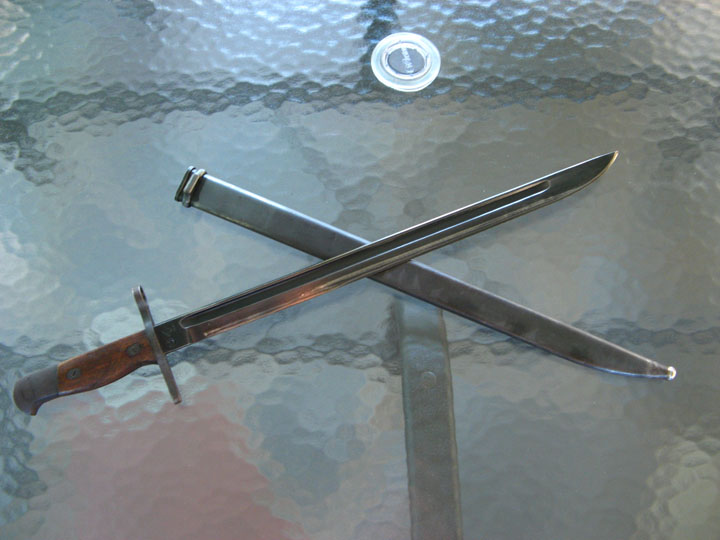
Bayoneta Tipo 30.
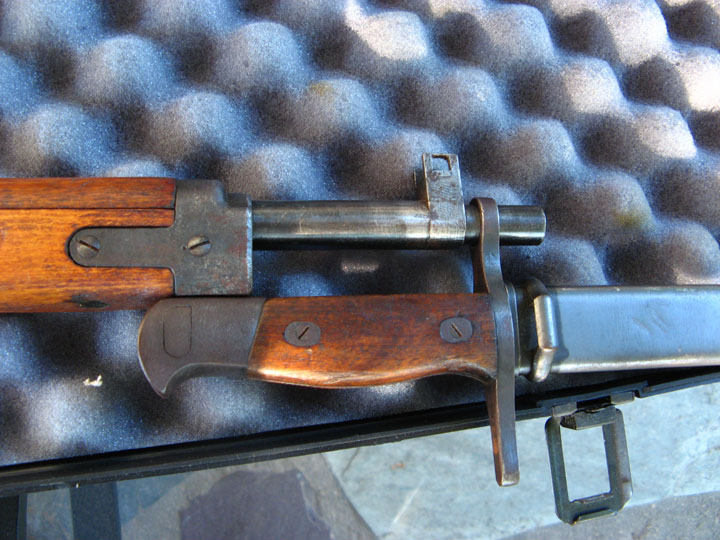
El Tipo 99 con la bayoneta Tipo 30 montada.
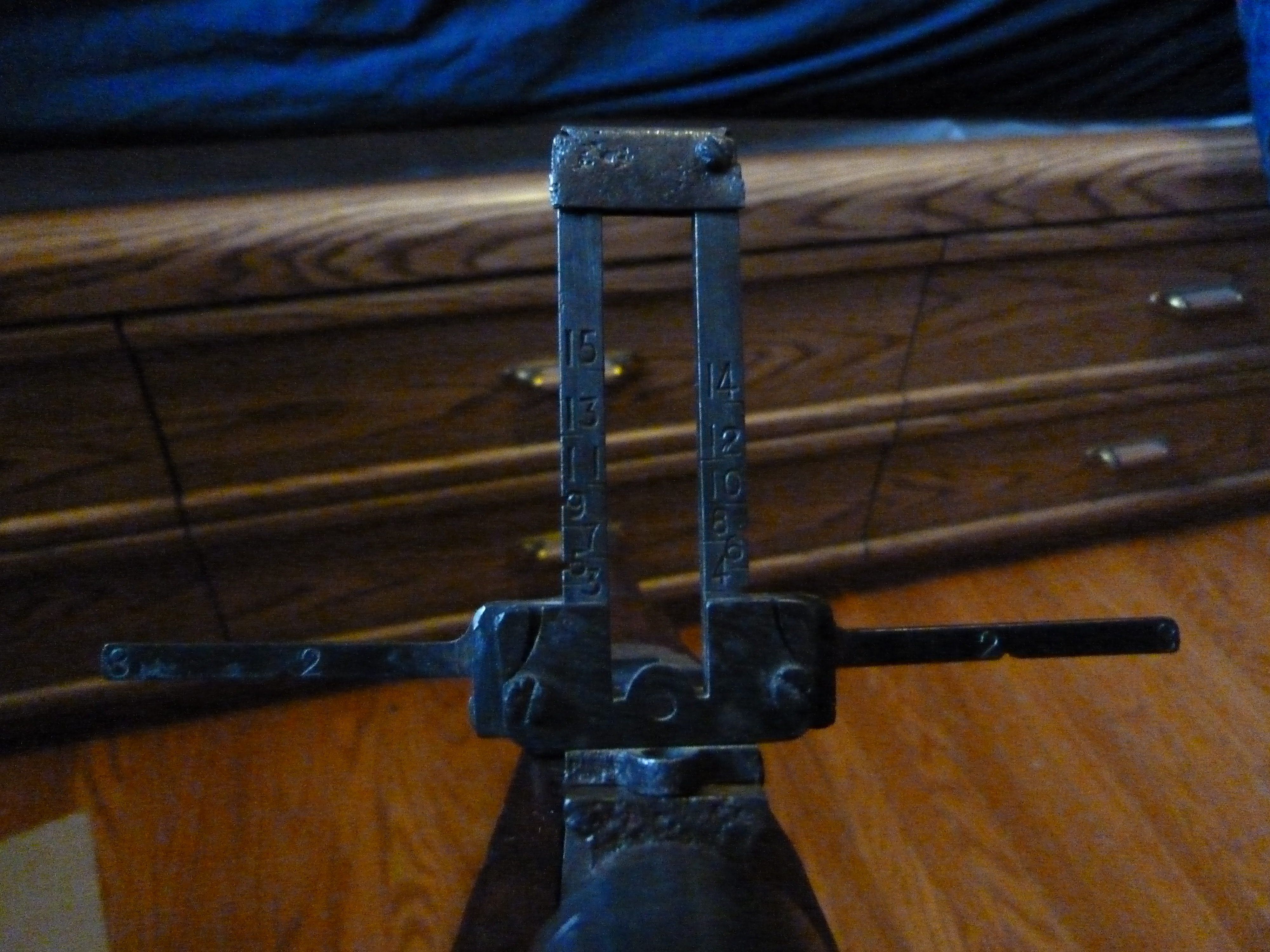
Alza del Tipo 99 con las regletas antiaéreas desplegadas.
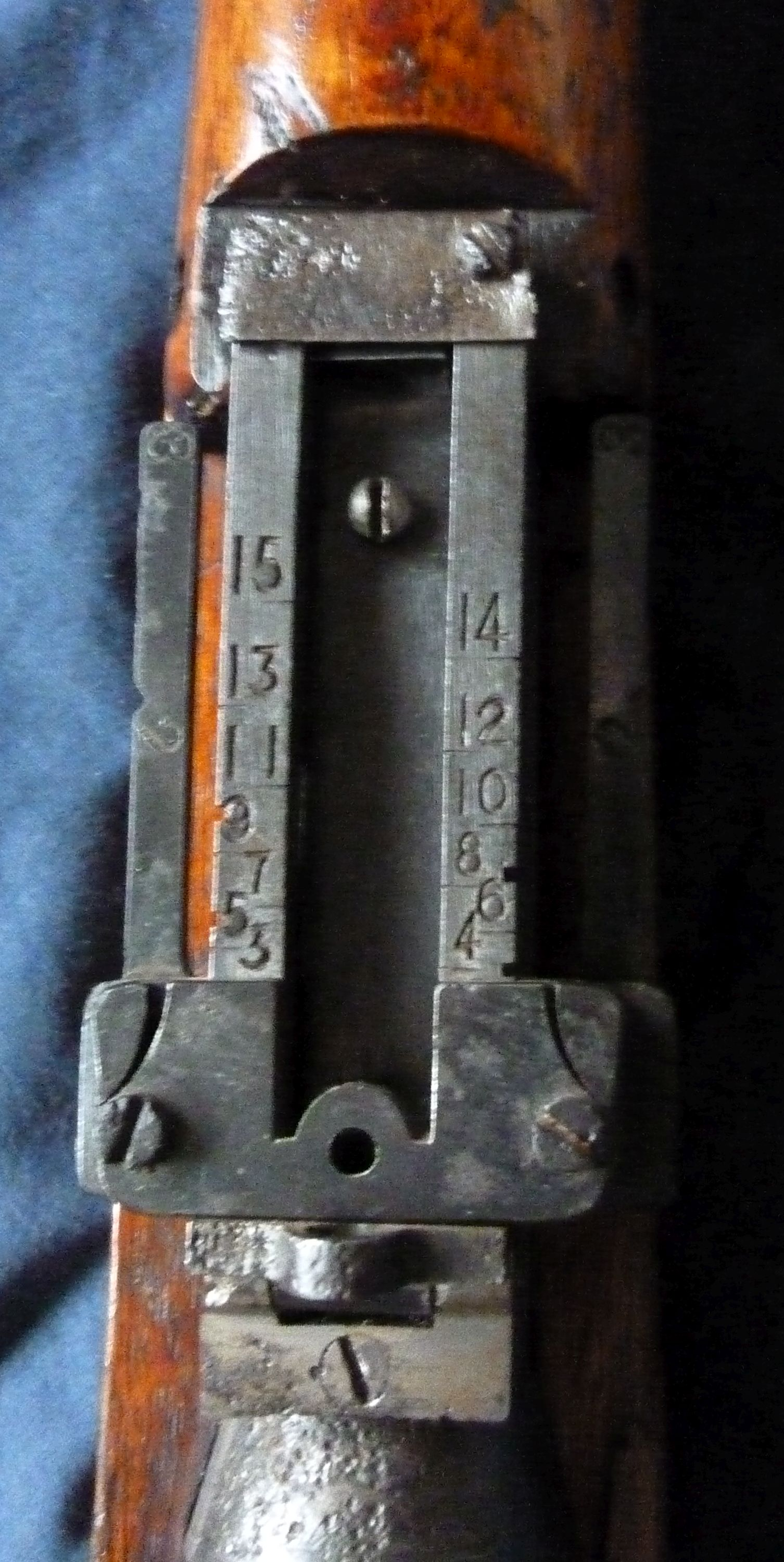
Detalle del alza plegada del Tipo 99.
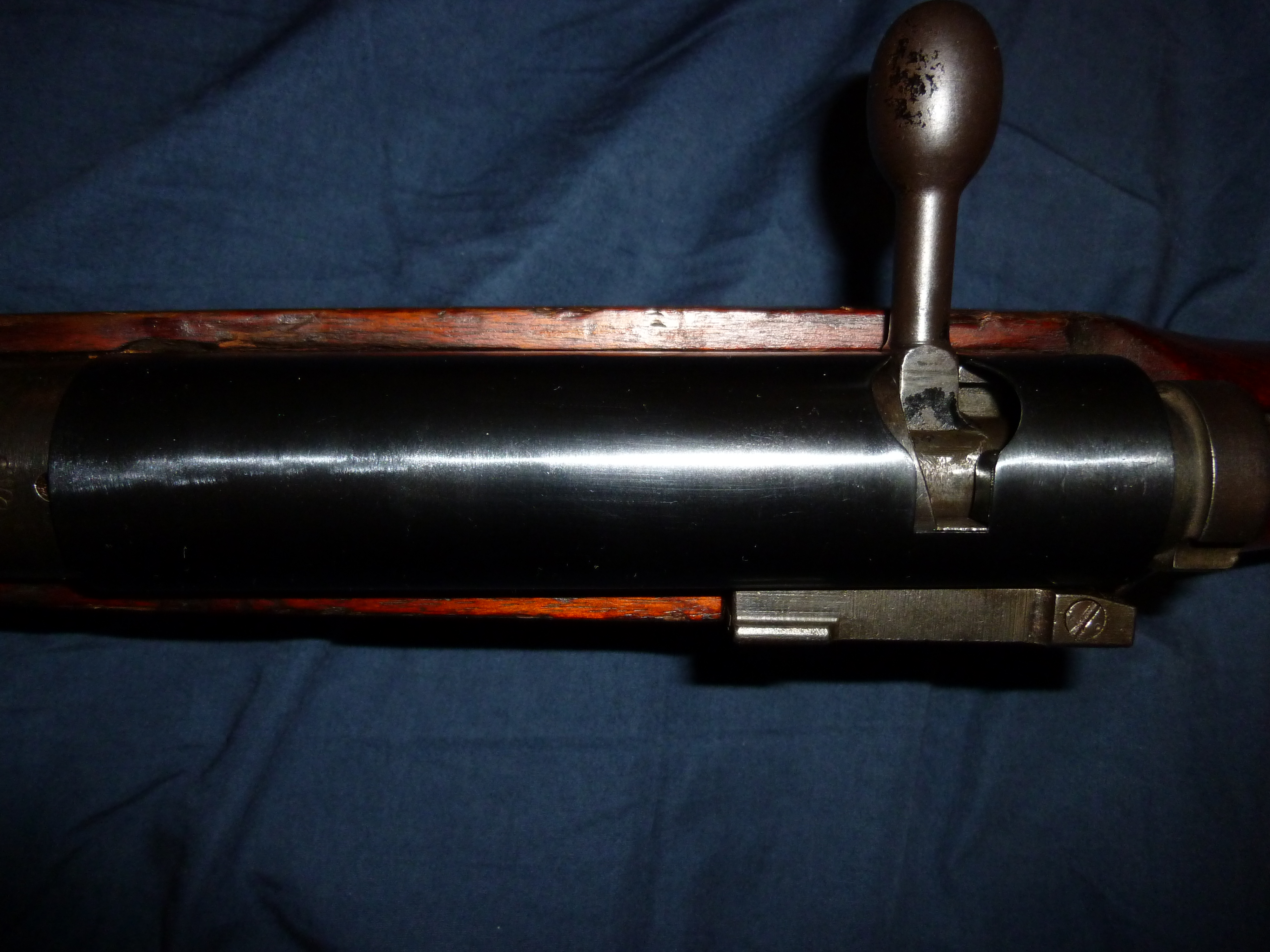
Cubierta protectora del cerrojo del Tipo 99.
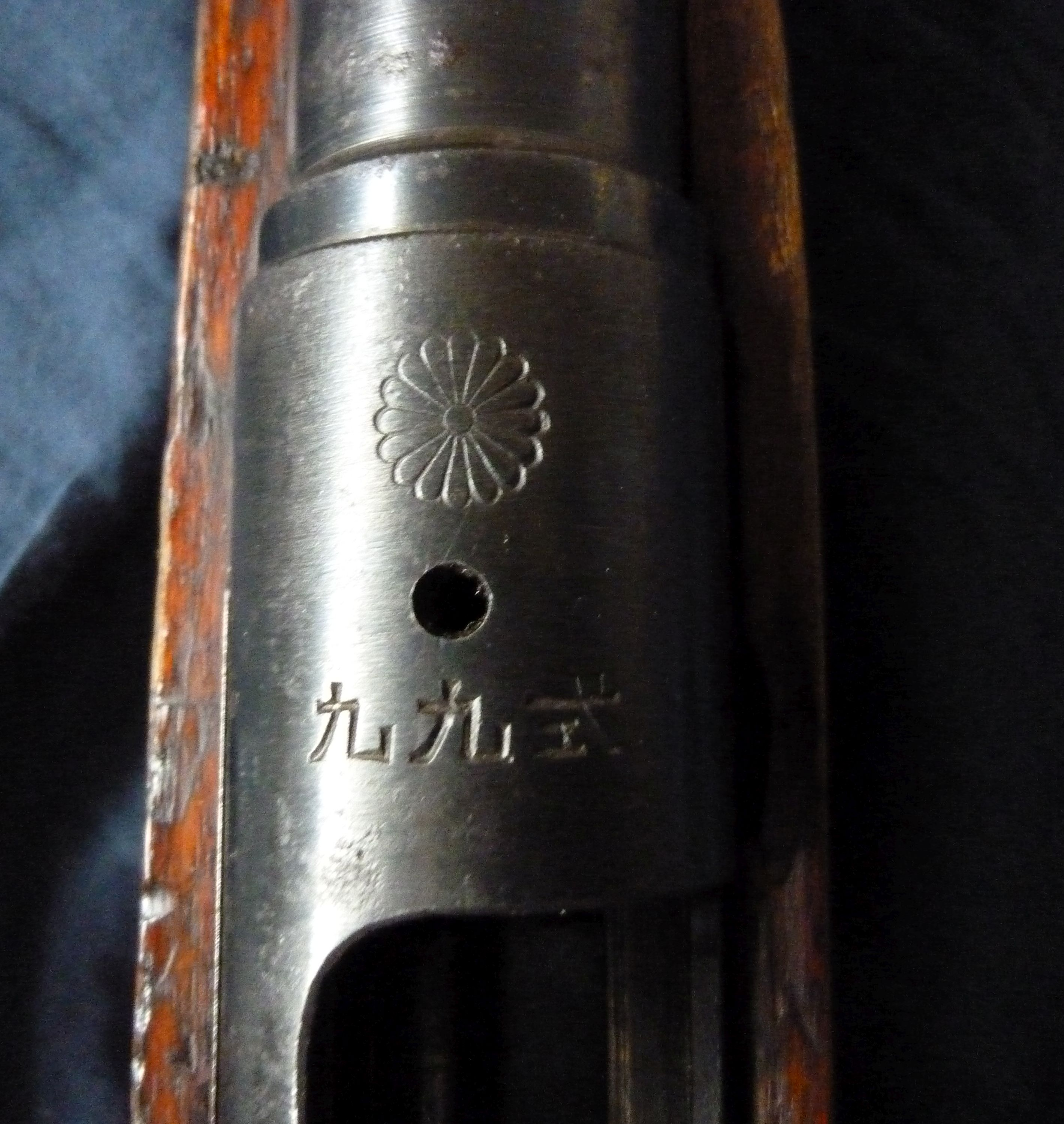
Detalle del Crisantemo Imperial sobre la recámara.

## Disponibilidad
A pesar de que el fusil Tipo 99 nunca fue exportado a los Estados Unidos en grandes cantidades, hay varios miles de estos disponibles, la mayoría traídos por Marines y soldados que volvían del Frente del Pacífico. En muchos casos, el Crisantemo Imperial grabado sobre la recámara fue raído por los soldados japoneses que se rendían para salvaguardar el honor del Emperador: esta marca indicaba que el fusil era propiedad personal del Emperador. Los fusiles con un Crisantemo Imperial intacto tienen valor agregado en el mercado de armas de colección, a veces costando el doble que un fusil con el Crisantemo Imperial raído. Muchos fueron recalibrados para emplear cartuchos más habituales, debido a la relativa escasez de cartuchos 7,70 x 58 Arisaka. Al contrario de otros fusiles de la época, este es particularmente apto para ser recalibrado debido a su fuerte y seguro cajón de mecanismos.

## Usuarios
- Imperio japonés
- Corea del Norte: usó fusiles Tipo 99 durante la guerra de Corea.[7]
- Corea del Sur: fueron suministrados pocos fusiles recalibrados.[4]
- Indonesia: usó fusiles Tipo 99 durante la Revolución Nacional Indonesia.[4]
- República de China: después de 1946 los recalibró para emplear el cartucho 7,92 x 57.[1]
- Tailandia: empleó fusiles Tipo 99 después de 1945. Algunos fueron recalibrados para emplear el cartucho .30-06 Springfield a comienzos de la década de 1950.[4]